# U.S. Highway System
U.S Highway System, United States Numbered Highways, U.S Highways eller U.S. Routes er alle forskellige betegnelser for det samme, nemlig et system af nummererede hovedveje i USA. Systemet blev besluttet i 1926, og selv om disse veje af og til kaldes "føderale veje", betales og vedligeholdes de af de enkelte delstater på samme måde som såkaldte State Highways. Administrationen og tildeling af numre ligger hos American Association of State Highway and Transportation Officials (AASHTO).
I dag er mange af hovedvejene afløst af Interstate Highways (fra 1957), som varetagere af den gennemgående trafik, men der etableres fortsat nye hovedveje i U.S. Highway System.

## Historie
I begyndelsen af 1900-tallet opstod forskellige automobil- og automobilvejsorganisationer i USA. Mange af disse samarbejdede med lokale byer og delstater for at få etableret nye veje, der var egnede til biltrafik. I maj 1918 satte Wisconsin, som den første stat, nummerskilte på sine hovedveje. Andre stater fulgte efter, og i 1922 etablerede de seks stater i New England-området et system af nummererede hovedveje, New England Interstate Routes. Allerede i 1914, var AASHTO blevet etableret med det formål udarbejde standarder for hovedveje. På et møde i 1924 besluttede organisationen at anbefale Landbrugsministeren (Secretary of Agriculture), at samarbejde med delstaterne om at udpege veje, der skulle indgå i et landsdækkende hovedvejssystem. .

### De første forslag
2. marts 1925 nedsatte ministeren så Joint Board on Interstate Highways, bestående af 21 repræsentanter for delstaterne og tre føderale repræsentanter. På det første møde vedtog man navnet U. S. Highways og man valgte et udseende for de nye hovedvejsskilte. Dette udseende blev dog ændret i 1946. Man besluttede også at vejene skulle nummereres så nord/sydgående veje havde ulige numre og øst-vestgående veje havde lige numre. 
Forslaget om at nummerere hovedvejene i stedet for at navngive dem, mødte modstand hos de tidligere automobilvejsorganisationer, som mente at veje skulle have navne. Desuden opstod der diskussioner om, hvor mange U.S. Highways, der skulle være, hvor mange der kunne være i en enkelt delstat og om alle U.S. Highways skulle være transkontinentale, altså fra kyst til kyst eller nordgrænse til sydgrænse. Efterhånden som arbejdet skred frem, blev i første omgang over 122.000 km veje godkendt som U. S. Highways, og man blev også enige om et udvidet nummersystem. Arbejdsgruppens forslag blev fremsendt til ministeren, og godkendt den 18. november 1925.
Forslaget omfattede 11 transkontinentale hovedveje i øst/vestlig retning og 10 i nord/sydgående retning foruden et større antal hovedveje, der ikke var transkontinentale. Men allerede i det oprindelige forslag, blev "reglerne" brudt idet tre af de foreslåede hovedveje, 10, 60 og 90 kun gik omkring to tredjedel af vejen og to (11 og 60) gik mere diagonalt end nord/syd eller øst/vest.

### Forslaget finjusteres
I løbet af slutningen af 1925 og 1926 blev planerne finjusteret. Ikke mindst på grund af mange klager fra delstater, som ønskede flere eller færre veje, og meget andet.
Start/slutpunkterne for nogle af vejene blev ændret og så videre, vejnumre blev flyttet (fx på grund af diskussioner om, hvilken af to parallelle ruter, der skulle have "hovedvejsbetegnelsen"). Også i dag ændres systemet af og til. Således blev U.S. Highway 666 i 2003 og 2004 omdøbt til U.S. Highway 491 (fordi nogle mente, at hovedvejen var "forbandet" – delvis på grund af sit nummer).
De største diskussioner opstod imidlertid omkring U. S. 60, da denne brød to af de vedtagne regler. Den var planlagt til at skulle gå fra Chicago til Los Angeles, og det var faktisk mere øst-vest end nord-syd og så var den ikke transkontinental. Det fik delstaten Kentucky til at protestere – ikke mindst fordi ingen af de transkontinentale hovedveje gik gennem staten. I stedet besluttede man så at omdøbe U.S. 60 til U.S. 62, og U.S. 52 i Kentucky fik så nummeret 60 og dermed fik Kentucky sin transkontinentale hovedvej. Nu protesterede imidlertid delstaterne Missouri og Oklahoma, som allerede havde trykt kort, og lavet skilte. Efter flere forgæves kompromisforsøg kunne man til sidst enes om, at vejen fra Chicago til Los Angeles skulle have nummeret U.S. Highway 66 (og den skulle senere blive den mest berømte af alle U.S. Highways). 

### Mere kritik
En del af den oprindelige kritik af systemet havde gået på at vejene skulle have numre i stedet for navne. Det, mente man, ville virke upersonligt i forhold til de navngivne veje som fandtes rundt omkring. Nu begyndte også pressen at rejse tvivl om numrene. Således skrev New York Times: "Den rejsende kan udgyde tårer, mens han kører på Lincoln Highway eller drømme drømme, mens han færdes ad Jefferson Highway, men hvordan kan han få noget ud af 46, 55 eller 33 eller 21?" En del af vejene eller dele af disse har i folkemunde, overtaget navne som tilhørte de endnu ældre Auto trails", fx er dele af U. S. Highway 1 også kendt som "Atlantic Highway" og dele af U.S. Highway 90 kendes som "Old Spanish Trail".

### Oprydning 1926 til 1956
Efter etableringen af hovedvejsnettet, begyndte dette at "formere sig", så der opstod parallelveje, udskilte veje og så videre, alle med egne numre. I 1934 gjorde AASHO et forsøg på at få ryddet op i alle disse veje, så man ud over de egentlig hovedveje også havde såkaldt "alternative ruter". Disse blev så nummereret med trecifrede numre. Sådanne veje skulle erstatte tidligere veje med numre som U.S. 30 North og U.S. 30 South og så videre. Imidlertid var det kun nogle af delstaterne som accepterede at ændre de numre, de allerede brugte, mens andre protesterede, og i 1952 accepterede AASHYO igen, at opsplittede veje kunne være en del af systemet.  Samtidigt havde vejnettet fortsat med at udvikle sig, og også diskussionerne om nummereringen fortsatte. Fx foreslog man, at U.S. Highway 97, der gik i den vestlige del af USA fra Californien til Washington, skulle forlænges til Canada. Forlængelsen skulle ske via en eksisterende vej, Alaska Highway, gennem Yukon-territoriet, men territoriets administration nægtede at omnummerere vejen på strækningen gennem territoriet, så planen måtte opgives. 
I denne periode opstod også de første motorveje, og mange af disse blev anlagt på strækninger af U.S. Highways, fx var Pasadena Freeway i Californien en del af Route 66, og Pulasky Skyway i New Jersey er en serie af broer som både fører U.S. Highway 1 og U.S. Highway 9 over blandt andet Passaic River og Hackensack River.

### 1957 til i dag
I 1956 blev det vedtaget at anlægge Dwight D. Eisenhower National System of Interstate and Defense Highways eller bare Interstate Highway System. Oprindeligt var det meningen, at dette system, hvor alle veje skulle være motorveje, skulle supplere det oprindelige hovedvejssystem, men mange stater mente ikke, der var grund til at vedligeholde to vejsystemer, så de valgte at anlægge de nye veje "på" de gamle U.S. Highway-strækninger, og der er da også mange steder sammenfald på kortere eller længere strækninger, mellem U.S. Highways og Interstate Highways. Det gælder fx U.S. 89 og I-15, der blandt andet deler vejbane på en strækning i Utah. Andre steder valgte man simpelthen at fjerne hovedvejsskiltene og ophøre med vedligeholdelsen af de gamle veje, efter anlæggelsen af nye motorveje.
Der var også langt højere krav til Interstate Highways, både hvad angår stigningsprocenter, vejens bredde (antal spor) og beskaffenhed i øvrigt, end der var til U.S. Highways. Således var det først i 1967 at den sidste U.S. Highway-strækning mellem byerne Rose og Taylor i Nebraska blev asfalteret. Større krav, blev der ikke stillet, end at en grusvej var nok til at blive ankerkendt som U.S. Highway.
Nedlæggelsen af hovedvejene begyndte for alvor i 1964, da AASHTO besluttede af omnummerere vejene igen, og da den sidste del af Route 66 blev taget ud af "drift" som hovedvej i 1985, blev det af mange betragtet som afslutningen på U.S. Highway æraen.
I dag har myndighederne konstateret at de såkaldte State Highways mange steder har mindst samme kvalitet som U.S. Highways, og AASHTO har derfor besluttet, at alle U.S. Highways, der er kortere end 480 km, og som ikke krydser en statsgrænse, efterhånden skal nedlægges som U.S. Highways. Samtidigt bliver der sat standarder, som nye veje, der skal godkendes som U.S. Highway, skal overholde. Blandt andet skal en vejstrækning krydse en statsgrænse for at vejen kan godkendes.

## Generelt om U.S. Highways
Der var oprindeligt ikke fastlagt nogen standarder, som veje skulle overholde for at blive godkendt som U.S. Highway. Mange af hovedvejene går gennem byer, hvor de fungerer som hovedgader eller andre gennemgående trafikårer. Det gælder fx U.S. Highway 101, som på en strækning lige efter at have passeret Golden Gate Bridge følger gaderne Lombard Street og Van Ness Avenue på sin vej gennem San Francisco. Nyanlagte veje, skal overholde senere vedtagne standarder, men tidligere anlagte veje, skal ikke nødvendigvis bringes op til disse standardwe..
Generelt må en U.S. Highway ikke anlægges som eller ændres til at være betalingsvej, og hvis det sker, skal der etableres en alternativ rute, som er gratis af benytte og som skal nummereres som en del af hovedvejssystemet. Der er dog mindst fire hovedvejsstrækninger, som dette princip ikke gælder for. Det gælder en strækning af U.S. 51 i Illinois, en strækning af U.S. 278 i South Carolina og to strækninger af U.S. 412 i Oklahoma. Det er fortsat muligt at undgå at betale, men så skal man forlade hovedvejsystemet og skifte til statsveje.

### Nummerering
Fra starten blev det bestemt, at veje i nord-sydlig retning skulle nummereres med ulige numre, og at gennemgående veje skulle have numre, der sluttede på 1 (og til dels 5). Øst-vestlige veje skulle nummereres med lige numre og gennemgående veje skulle have numre, der sluttede på 0. Også U.S. Highway 2 skulle dog være gennemgående. Alle numre skulle have et eller to cifre. De laveste numre begynder mod øst, og mod nord. U.S. Highway 1 er da også den østligste gennemgående U.S. Highway (Fort Kent, Maine til Key West, Florida), men ikke den østligste hovedvej idet fx U.S. 17 ligger øst for U.S. 1 på nogle strækninger. U.S. 17 er imidlertid ikke gennemgående. Den vestligste gennemgående hovedvej er U.S. 101, hvor 101 betragtes som et tocifret nummer med 10 som første ciffer. Den nordligste gennemgående hovedvej er U.S. Highway 2, som går fra Houlton i Maine til Everett i Washington.
Veje med trecifrede numre var oprindeligt forgreninger fra andre veje eller hjælperuter til disse. Fx er U.S. Highway 201 en forgrening til U S. Highway 1. Reglen gælder dog ikke længere konsekvent. U.S Route 400 har slet ingen vej, den forgrener sig fra, U.S. Route 412 ligger ikke i nærheden af U.S. Route 12 osv. Heller ikke systemet om at, vejene nummereres fra øst mod vest og fra nord mod syd overholdes stringent. Fx lå U.S. Highway 57, da den blev godkendt i 1970 vest for U.S. Highway 81 (sidstnævnte er senere nedlagt som hovedvej).
Da man besluttede at anlægge Interstate Highways blev nummersystemet for disse tilrettelagt, så numrene startede fra vest mod øst og fra nord mod syd. Dette skete for at forhindre sammenfald med numre på U.S. Highways i samme stat. Det er blandt andet derfor, at der ikke eksisterer nogen Interstate Highways med numrene 50 og 60. Imidlertid blev dette princip fraveget allerede i 1958, hvor der blev godkendt Interstates, ikke mindst i Californien, men også i andre stater, med numre som allerede var "optaget" af U.S. Highways.

### Navngivning
Som det også fremgår af denne artikel kaldes vejene skiftevis fx Route 1, U.S. Highway 1 og bare U.S. 1. Det officielle "katalog" over vejene bruger betegnelsen U.S. Route i indholdsfortegnelsen, men United States Highway i beskrivelserne af de enkelte veje. Hvordan de enkelte veje benævnes, kan også skifte lokalt fra stat til stat, så skiltningen kan variere på samme vej.

## Eksterne referencer
- U.S. Numbered Highways – 1989 Edition Arkiveret 4. februar 2007 hos  Wayback Machine
- Highway History – Other Articles
- U.S. Highways: From US 1 to (US 830) Arkiveret 5. november 2015 hos  Wayback Machine
- US Highway Ends: maps and terminus photos